# Симфония № 2 (Малер)
Симфония № 2 до минор «Воскресение» — сочинение австрийского композитора Густава Малера, законченное в 1894 году и впервые исполненное под управлением автора в декабре 1895 года.

## Замысел симфонии и история создания
В письме Максу Маршальку от 17 декабря 1895 года Малер пишет о параллелизме между музыкой Второй симфонии и реальной жизнью: «Когда создавался замысел произведения, мне важно было передать не событие, а в лучшем случае ощущение. Идейная основа сочинения ясно выражена в словах заключительного хора… Вместе с тем из самого характера музыки легко понять, что за отдельными темами, при всем их разнообразии, перед моим взором, так сказать, драматически разыгрывалось реальное событие».

## Первые исполнения
Исполнение трёх первых частей симфонии состоялось в Берлине в марте 1895 года. При общей прохладной реакции критики симфония была тепло встречена немецким композитором и музыкальным критиком Оскаром Эйхбергом. В своем письме к нему от 30 марта 1895 года Малер пишет: «Если, начиная с этого момента я как композитор могу рассчитывать на некоторое внимание в музыкальных кругах, то это исключительно благодаря Вам». Положительный отзыв о мартовской премьере симфонии дал также немецкий критик, историк танца и музыки Оскар Би в журнале «Neue deutsche Rundschau».
Первое исполнение всей симфонии состоялось 13 декабря 1895 года в Берлине под управлением автора. Малер тщательно готовился к премьере. 8 декабря он лично ездил в местечко Грюневальд (в окрестностях Берлина) к мастеру-литейщику, чтобы раздобыть подходящие для исполнения колокола, звон которых должен был венчать Вторую симфонию. В письме к Анне фон Мильденбург композитор пишет о назначенной на 9 декабря репетиции: «Я должен вымуштровать воинства небесные… Этого нельзя выразить словами (ведь иначе я просто не писал бы никакой музыки), но когда наступит то место в последней части, ты, вероятно, вспомнишь об этих словах, и тебе все станет ясно».
6 марта 1898 года состоялось первое исполнение симфонии за пределами Германии: в Льеже её бельгийской премьерой дирижировал Сильвен Дюпюи. В 1910 году симфония впервые прозвучала в Париже; по свидетельству Гюстава Бре, откликнувшегося на это событие одобрительной рецензией, в ходе её исполнения Клод Дебюсси покинул зал.

## Структура симфонии
Симфония написана в пяти частях. Первые три части являются инструментальными; две заключительные — вокально-инструментальными.

### Вторая часть. Andante moderato
Части со второй по четвёртую сам Малер называет интерлюдией.
В письме к Юлиусу Бутсу от 25 марта 1903 года о том, как исполнять Вторую симфонию, Малер предложил делать большую паузу после первого Allegro с тем, чтобы ретроспективность Andante была подчеркнута возможно более ясно.

### Пятая часть. Im Tempo des Scherzos
В письме к Арнольду Берлинеру от 10 июля 1894 года Малер так характеризует финал своей симфонии: «Пятая часть грандиозна и завершается песней хора, текст которого принадлежит мне».

## Текст пятой части
O glaube, mein Herz, o glaube:

 Es geht dir nichts verloren!

 Dein ist, ja dein, was du gesehnt!

 Dein, was du geliebt,

 Was du gestritten!

 O glaube

 Du wardst nicht umsonst geboren!

 Hast nicht umsonst gelebt, gelitten!

 Was entstanden ist

 Das muß vergehen!

 Was vergangen, auferstehen!

 Hör' auf zu beben!

 Bereite dich zu leben!

 O Schmerz! Du Alldurchdringer!

 Dir bin ich entrungen!

 O Tod! Du Allbezwinger!

 Nun bist du bezwungen!

 Mit Flügeln, die ich mir errungen,

 In heißem Liebesstreben,

 Werd’ich entschweben

 Zum Licht, zu dem kein Aug' gedrungen!

 Sterben werd' ich, um zu leben!

 Aufersteh’n, ja aufersteh’n

 wirst du, mein Herz, in einem Nu!

 Was du geschlagen

 zu Gott wird es dich tragen!
|

 Верь, моё сердце, о верь:

 Ничто для тебя не потеряно!

 Твоё, — да, твоё — то, к чему ты стремилось!

 Твоё — то, что ты любило,

 то, за что ты боролось!

 О верь!

 Ты не напрасно родилось!

 Не напрасно жило и страдало!

 То, что создано -

 Должно погибнуть.

 То, что погибло — возродиться!

 Оставь же трепет,

 Приготовься жить!

 О боль! Ты, поражающая всё!

 У тебя я был вырван!

 О смерть, властительница всего!

 Нынче ты низвержена!

 На обретенных мною крыльях,

 В бешеном устремлении любви,

 Я воспарю

 К свету, в который не проникло еще ни единое око!

 Я умру, чтобы жить.

 Воскресни, да! Снова воскресни

 В момент!

 В тот, за который ты страдало -

 Он уведёт тебя к Богу!

## Состав оркестра
Деревянные духовые
4 флейты
4 флейты-пикколо
4 гобоя
2 английских рожка
3 кларнета
бас-кларнет
2 кларнета-пикколо
4 фагота
контрафагот
Медные духовые
6 валторн
4 валторны вдали
6 труб
4 трубы вдали
4 тромбона
контрабасовая туба
Ударные инструменты
3 литавры
большой барабан
тарелки
тамтам высокий
тамтам низкий
треугольник
малый барабан
колокольчики
Струнная группа
первые скрипки
вторые скрипки
альты
виолончели
контрабасы
Вокальная группа
меццо-сопрано (соло)
сопрано (соло)
смешанный хор
Другие инструменты
2 арфы
орган

## Аллюзии на симфонию и цитаты
В третьей части своей Симфонии для восьми голосов и оркестра итальянский композитор Лучано Берио использует музыку скерцо (In ruhig fließender Bewegung) из малеровской Второй симфонии. Сам Берио так комментирует аллюзии на Малера:

Я использовал произведение Малера как реторту, в стенках которой развивается, сталкивается и трансформируется великое множество «музыкальных мифов» и аллюзий: от Баха, Шенберга, Дебюсси, Равеля, Рихарда Штрауса, Берлиоза, Брамса, Берга, Хиндемита, Бетховена и Стравинского до Булеза, Пуссёра, Штокхаузена, меня самого и других… Если бы мне понадобилось описать, каким образом присутствует скерцо Малера в моей симфонии, я, пожалуй, сослался бы на образ реки, что несет свои воды по постоянно меняющейся местности, иногда прячется в подземное русло, а потом, совсем в другом месте, снова выходит к дневному свету…